# 绍丹
绍丹（法語：Chaudun，法語發音：[ʃodœ̃]）是法国上法蘭西大區埃纳省的一个市镇，属于苏瓦松区。

## 地理
绍丹（49°19'4"N, 3°15'52"E）面积8.52 平方千米，位于法国上法蘭西大區埃纳省，该省份为法国北部内陆省份，北起北部省，西接索姆省和瓦兹省，东临阿登省和马恩省，西南至塞纳-马恩省，东北部与比利时接壤。
与绍丹接壤的市镇（或旧市镇、城区）包括：多米耶、隆蓬、米西欧布瓦、普卢瓦西、圣皮埃尔艾格勒、维耶尔济、贝尔努瓦堡。

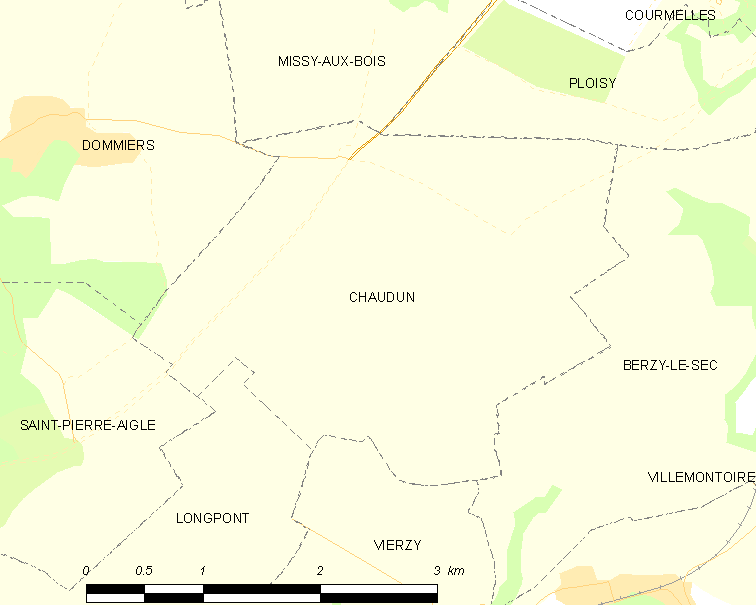
绍丹的OSM定位图

绍丹的时区为UTC+01:00、UTC+02:00（夏令时）。

## 行政
绍丹的邮政编码为02200，INSEE市镇编码为02172。

## 政治
绍丹所属的省级选区为维莱科特雷县。

## 人口

1962-2008年间绍丹人口变化图示

绍丹于2022年1月1日时的人口数量为244人。